# Bilal Coulibaly
 (janvier 2025).
Bilal Coulibaly, né le 26 juillet 2004 à Saint-Cloud dans les Hauts-de-Seine, est un joueur français de basket-ball évoluant aux postes d'arrière et d'ailier au sein des Wizards de Washington.

## Biographie

### Débuts dans le basket-ball
Bilal Coulibaly débute le basket-ball en club à l'âge de huit ans au Courbevoie Sport Basket. Il y reste jusqu'en 2017, année durant laquelle il remporte le Tournoi Inter-Comités (TIC) U13 avec la sélection des Hauts-de-Seine en compagnie de Victor Wembanyama notamment. Il rejoint ensuite le Levallois Sporting Club.
De 2017 à 2019, en minimes France, il joue 21 rencontres durant lesquelles il inscrit 91 points au total. De 2019 à 2021, il est miné par des blessures et des problèmes personnels qui s'ajoutent à la pandémie de Covid-19. En conséquence, il ne joue que trois matchs en cadets France. La saison suivante, en 2021-2022, il inscrit presque 24 points par match de moyenne en cadets France. En parallèle, il joue 26 rencontres en Espoirs Betclic Élite avec les U21 des Metropolitans 92 durant lesquelles il score au total plus de 300 points.

### Premiers pas en professionnel (2022-2023)
Le 23 septembre 2022, il joue ses quatre premières minutes en professionnel dans une contre le BCM Gravelines-Dunkerque. Ses débuts se soldent par une défaite. Il s'installe dans la rotation des Metropolitans 92 au cours de la saison.

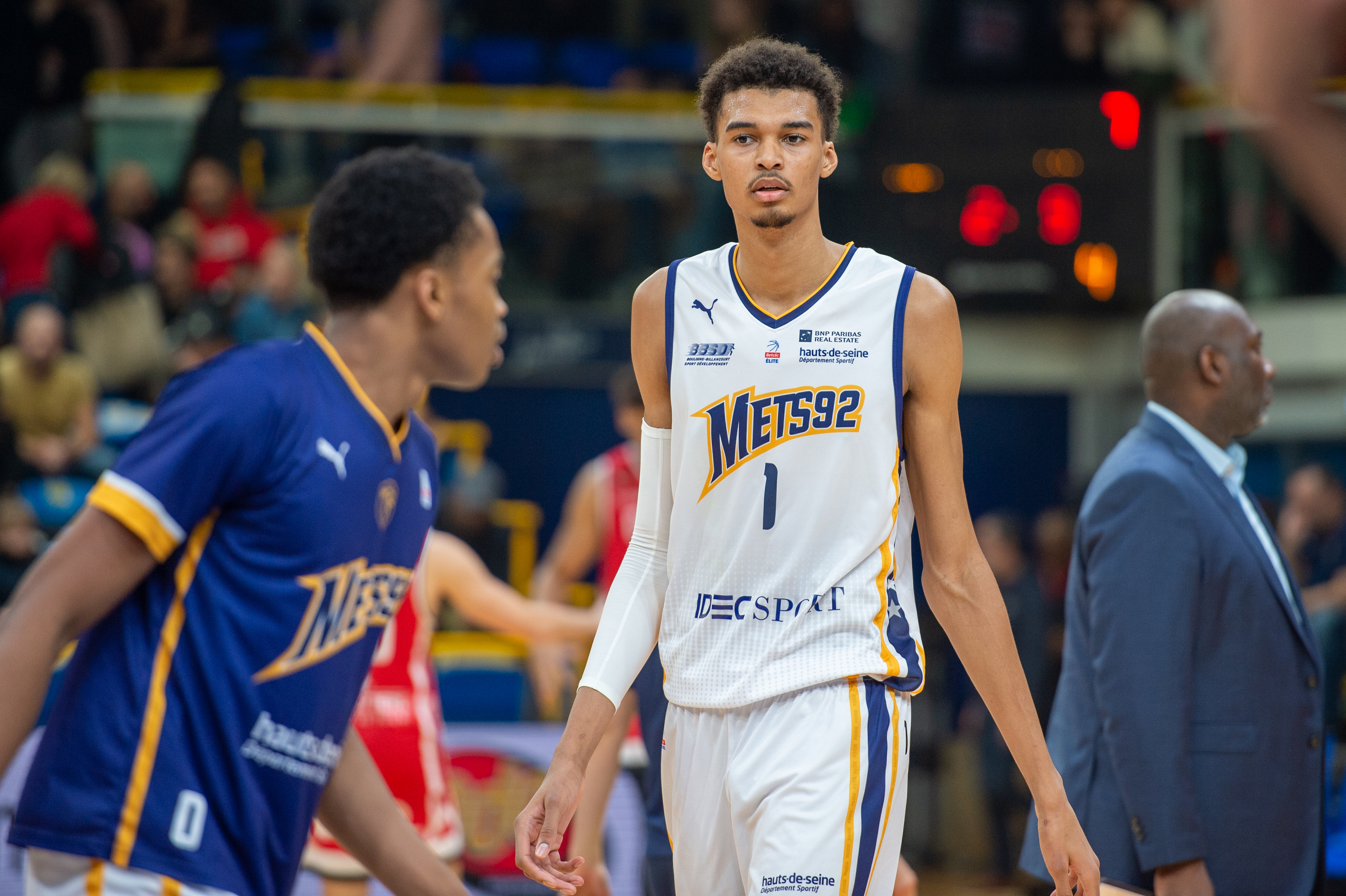
Bilal Coulibaly, à gauche et de profil, en compagnie de Victor Wembanyama lors d'une rencontre des Metropolitans 92.

Dans le même temps, il continue de performer en Espoirs Betclic Élite à l'image de deux rencontres consécutives à 40 d'évaluation ou plus au mois de janvier 2023. En effet, le 14 janvier, il inscrit 34 points, prend 9 rebonds, délivre 7 passes décisives et réalise 3 contres (pour 41 d'évaluation) contre les U21 de la JDA Dijon. Quatre jours plus tard, il marque 37 points et capte 11 rebonds à 14/20 aux tirs, 2/5 à 3 points et 7/9 aux lancers francs (pour 40 d'évaluation) face à Fos Provence Basket.
Le 4 février 2023, il réalise sa meilleure prestation en professionnel jusqu'alors. Il marque 8 points, prend 5 rebonds et réalise 2 interceptions (12 d'évaluation) face à l'ADA Blois lors de la 20e journée du championnat de France.

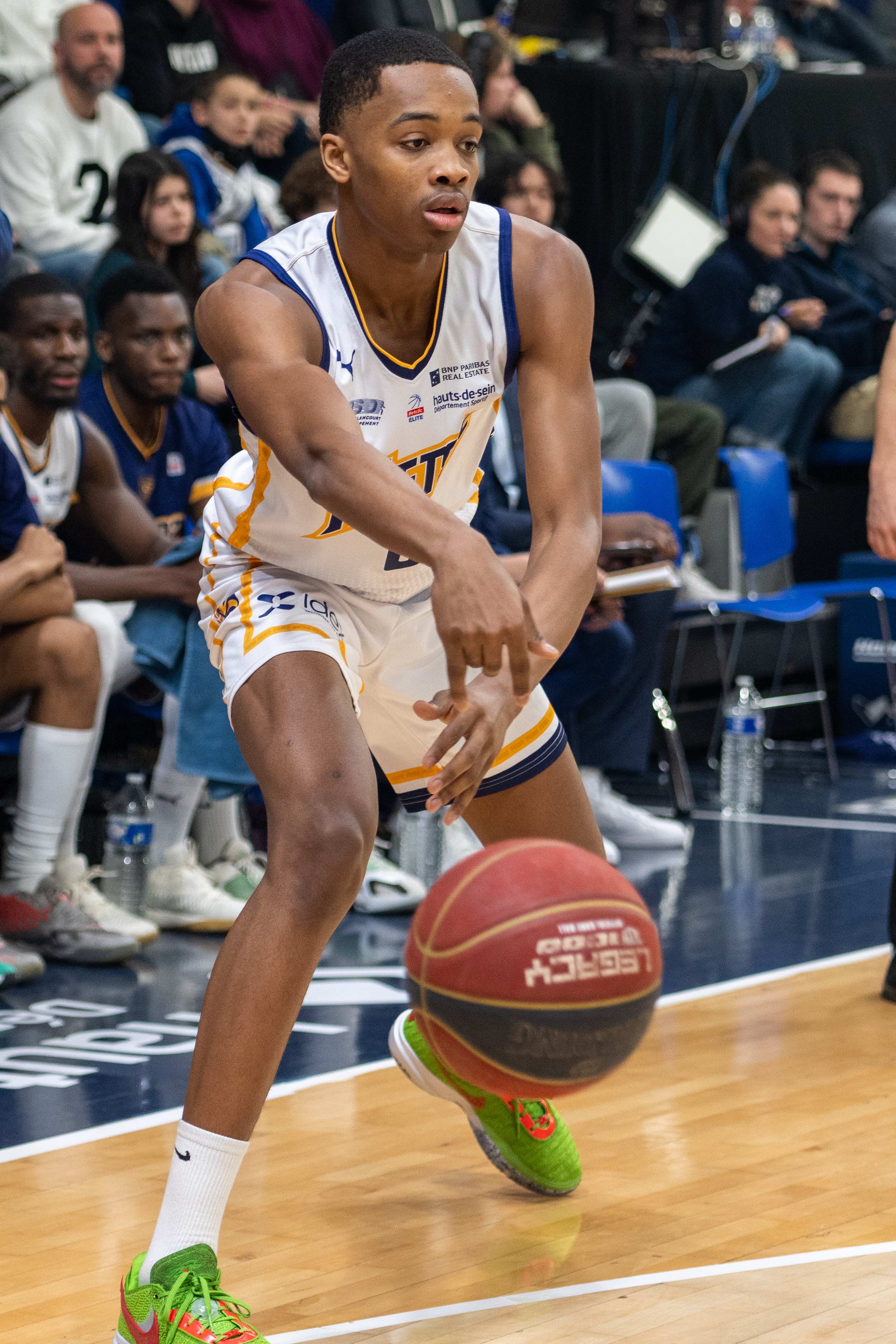
Coulibaly avec les Metropolitans 92 en 2023.

Dans le même temps, il fait son apparition dans les prévisions de la draft 2023 de la NBA. ESPN prévoit ainsi que Bilal Coulibaly pourrait être sélectionné en début de second tour.
Le 10 février 2023, il améliore ses records de points inscrits et d'évaluation en championnat de France. Dans une victoire contre la JDA Dijon, il marque 14 points (à 6/6 aux tirs dont 2/2 à 3 points), prend 7 rebonds, délivre 2 passes décisives et intercepte un ballon (pour 23 d'évaluation et 19 de plus-moins) en 34 minutes.
Début avril 2023, il inscrit à nouveau 14 points dans une rencontre du championnat de France. Face à la SIG Strasbourg, il fait parler son efficacité (6/7 aux tirs) et contribue à la large victoire des Metropolitans 92 (93-80).
Le 20 avril 2023, il s'inscrit à la draft.
Le 30 mai 2023, il marque 15 points et prend 5 rebonds face à l'ASVEL Lyon-Villeurbanne lors du match 2 des demi-finales du championnat de France. Il établit ainsi son record d'unités inscrites en première division. 5 jours plus tard, il porte ce record à 16 points lors du match 4 remporté par les Metropolitans 92 et qui leur permet de se qualifier pour les finales de playoffs.

### Wizards de Washington (depuis 2023)
Il est sélectionné en 7e position par les Pacers de l'Indiana, qui l'envoient dans la foulée vers les Wizards de Washington lors de la draft 2023. Il devient le deuxième Français le plus haut drafté de l'histoire en NBA à égalité avec Killian Hayes.

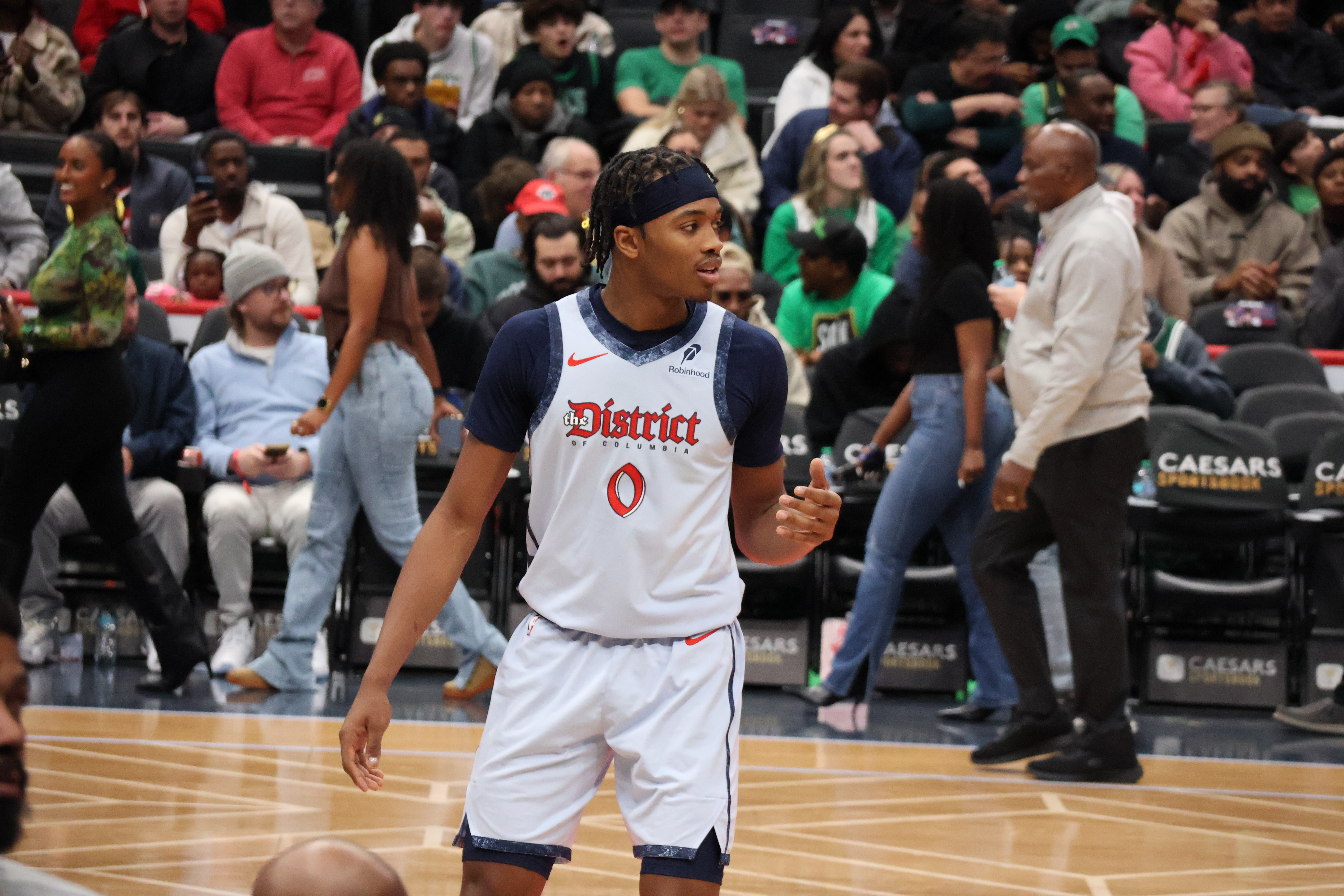
Bilal Coulibaly en décembre 2024

En octobre 2023, Bilal Coulibaly devient, à 19 ans, 3 mois et 96 jours, le plus jeune joueur de l'histoire des Wizards à être titulaire.
Coulibaly réalise de bonnes performances pour sa première saison. Will Dawkins, le nouveau General Manager des Wizards de Washington confie qu’il compte sur le Français pour le futur de la franchise. Il le félicite pour son professionnalisme et pour son état d’esprit, il déclare même : « Nous sommes satisfaits des temps de passage de Bilal ». Malgré son jeune âge, le rookie progresse tout autant sur le plan défensif qu’offensif lors de sa première saison outre-Atlantique.
En octobre 2024 et après trois matchs aboutis dans la nouvelle saison aussi bien offensivement (16 points de moyenne) que défensivement, les Wizards activent l'option d'une année supplémentaire, qui le lie à la franchise jusqu'en 2026. Lors de la rencontre suivante, il réussit sa meilleure prestation avec les Wizards avec 27 points (11/14 aux tirs), 9 rebonds, 3 interceptions et 1 contre.
Bilal Coulibaly termine l'année 2024 avec un mois de décembre où il est davantage responsabilisé pour mener le jeu, et cela lui réussit plutôt bien. Il réalise 12 matchs consécutifs avec au moins 4 passes décisives dans chacun d'eux, dont un match à 6 passes où il emmène son équipe en prolongation face aux New York Knicks.

### Équipe de France

#### Jeunes
En juillet et août 2022, il est appelé pour la première fois en sélection nationale dans les catégories jeunes. Il participe au championnat d'Europe des moins de 18 ans. Il marque 54 points en 7 matchs et les Bleuets terminent à la 5e place.

#### Sénior
Il fait partie de l'équipe qui obtient la médaille d'argent au Jeux olympiques 2024 (défaite en finale face aux États-Unis).

## Salaires
Avant de rejoindre la NBA, Coulibaly aurait touché 30 000 euros durant la saison 2022-2023. Drafté en 7e position de la Draft 2023 par les Washington Wizards durant la saison 2023-2024,.

## Palmarès et distinctions individuelles

### En club
Metropolitans 92 :
- Élu révélation de l'année du championnat de France en 2023
- Vice-champion de France en 2023

 Wizards de Washington :
- Sélection pour le Rising Stars Challenge lors du NBA All-Star Week-end 2024 et 2025

### En sélection nationale

#### Séniors
- Médaille d'argent aux Jeux olympiques 2024 à Paris.

#### Jeunes
- Élu MVP du tournoi de Bellegarde (U18) en 2022[23]

### Autres
- Élu MVP du match en France de l'AXE Euro Tour 2022[24]

## Statistiques

### Professionnelles

#### Saison régulière NBA
| Saison    | Équipe     | Matchs | Titul. | Min./m | % Tir | % 3pts | % LF | Rbds/m. | Pass/m. | Int/m. | Ctr/m. | Pts/m. |
| --------- | ---------- | ------ | ------ | ------ | ----- | ------ | ---- | ------- | ------- | ------ | ------ | ------ |
| 2023-2024 | Washington | 63     | 15     | 27,2   | 43,5  | 34,6   | 70,2 | 4,06    | 1,75    | 0,90   | 0,76   | 8,44   |
| 2024-2025 | Washington | 59     | 59     | 33,0   | 42,1  | 28,1   | 74,6 | 5,00    | 3,40    | 1,30   | 0,70   | 12,30  |
| Carrière  | Carrière   | 122    | 74     | 30,01  | 0,00  | 0,00   | 0,00 | 4,52    | 2,55    | 1,10   | 0,73   | 10,31  |

### Compétition internationale
Statistiques en compétition internationale de Bilal Coulibaly au 12 août 2024
| Saison   | Équipe   | Matchs | Titul. | Min./m | % Tir | % 3pts | % LF | Rbds/m. | Pass/m. | Int/m. | Ctr/m. | Pts/m. |
| -------- | -------- | ------ | ------ | ------ | ----- | ------ | ---- | ------- | ------- | ------ | ------ | ------ |
| JO 2024  | France   | 5      | 0      | 11,2   | 55,6  | 00,0   | 40,0 | 1,4     | 0,6     | 0,0    | 0,4    | 2,4    |
| Carrière | Carrière | 5      | 0      | 11,2   | 55,6  | 00,0   | 40,0 | 1,4     | 0,6     | 0,0    | 0,4    | 2,4    |

## Records sur une rencontre en NBA
Les records personnels de Bilal Coulibaly en NBA sont les suivants :
| Type de statistique        | Saison régulière | Saison régulière         | Saison régulière |
| Type de statistique        | Record           | Adversaire               | Date             |
| -------------------------- | ---------------- | ------------------------ | ---------------- |
| Points                     | 27               | 2 fois                   | 2 fois           |
| Paniers marqués            | 11               | Hawks d'Atlanta          | 30 octobre 2024  |
| Paniers tentés             | 20               | Celtics de Boston        | 15 décembre 2024 |
| Paniers à 3 points réussis | 5                | @ Cavaliers de Cleveland | 13 décembre 2024 |
| Paniers à 3 points tentés  | 12               | @ Celtics de Boston      | 9 février 2024   |
| Lancers francs réussis     | 7                | 2 fois                   | 2 fois           |
| Lancers francs tentés      | 10               | 76ers de Philadelphie    | 10 février 2024  |
| Rebonds offensifs          | 4                | 5 fois                   | 5 fois           |
| Rebonds défensifs          | 10               | @ Bucks de Milwaukee     | 21 décembre 2024 |
| Rebonds totaux             | 12               | @ Bucks de Milwaukee     | 21 décembre 2024 |
| Passes décisives           | 11               | @ Nets de Brooklyn       | 5 février 2025   |
| Interceptions              | 4                | 3 fois                   | 3 fois           |
| Contres                    | 4                | Nuggets de Denver        | 21 janvier 2024  |
| Balles perdues             | 6                | @ Nets de Brooklyn       | 5 février 2025   |
| Minutes jouées             | 40               | Nuggets de Denver        | 7 décembre 2024  |

- Double-double : 4
- Triple-double : 1

Dernière mise à jour : 8 mars 2025

## Décorations
- Chevalier de l'ordre national du Mérite (2024)[26]